# Campionati europei di atletica leggera 1950 - 800 metri piani
I 800 metri piani ai campionati europei di atletica leggera 1950 si sono svolti dal 23 al 26 agosto 1950.

## Podio
| Oro     | John Parlett Gran Bretagna    |
| Argento | Marcel Hansenne Francia       |
| Bronzo  | Roger Bannister Gran Bretagna |

## Risultati

### Semifinali
Passano alla finale i primi tre atleti di ogni batteria (Q).

#### Semifinale 1
| Posizione | Nome                  | Nazionalità      | Tempo  | Note |
| --------- | --------------------- | ---------------- | ------ | ---- |
| 1         | Audun Boysen          | Norvegia         | 1'51"2 | Q    |
| 2         | Ingvar Bengtsson      | Svezia           | 1'51"5 | Q    |
| 3         | Joseph Barthel        | Lussemburgo      | 1'51"7 | Q    |
| 4         | Václav Aim            | Cecoslovacchia   | 1'53"0 |      |
| 5         | Gennadiy Modoy        | Unione Sovietica | 1'53"1 |      |
| 6         | Magnús Jónsson        | Islanda          | 1'56"2 |      |
| 7         | Telemachos Kanellidis | Grecia           | 1'59"1 |      |

#### Semifinale 2
| Posizione | Nome            | Nazionalità   | Tempo  | Note |
| --------- | --------------- | ------------- | ------ | ---- |
| 1         | Marcel Hansenne | Francia       | 1'50"8 | Q    |
| 2         | Olle Lindén     | Svezia        | 1'50"9 | Q    |
| 3         | John Parlett    | Gran Bretagna | 1'51"9 | Q    |
| 4         | Alfred Langenus | Belgio        | 1'55"3 |      |
| 5         | Aldo Fracassi   | Italia        | 1'55"3 |      |
| 6         | Pétur Einarsson | Islanda       | 1'56"7 |      |

#### Semifinale 3
| Posizione | Nome               | Nazionalità   | Tempo  | Note |
| --------- | ------------------ | ------------- | ------ | ---- |
| 1         | Roger Bannister    | Gran Bretagna | 1'53"8 | Q    |
| 2         | Michel Clare       | Francia       | 1'53"8 | Q    |
| 3         | Joseph Brys        | Belgio        | 1'54"1 | Q    |
| 4         | Matija Hanc        | Jugoslavia    | 1'55"3 |      |
| 5         | Loukas Adamopoulos | Grecia        | 1'57"5 |      |

### Finale
| Pos.    | Nome             | Nazionalità   | Tempo  | Note                  |
| ------- | ---------------- | ------------- | ------ | --------------------- |
| Oro     | John Parlett     | Gran Bretagna | 1'50"5 | Record dei campionati |
| Argento | Marcel Hansenne  | Francia       | 1'50"7 |                       |
| Bronzo  | Roger Bannister  | Gran Bretagna | 1'50"7 |                       |
| 4       | Ingvar Bengtsson | Svezia        | 1'51"2 |                       |
| 5       | Audun Boysen     | Norvegia      | 1'51"4 |                       |
| 6       | Michel Clare     | Francia       | 1'51"6 |                       |
| 7       | Olle Lindén      | Svezia        | 1'52"3 |                       |
| 8       | Joseph Brys      | Belgio        | 1'54"0 |                       |
| 9       | Joseph Barthel   | Lussemburgo   | 1'58"8 |                       |